# 5042 Colpa
5042 Colpa este un asteroid din centura principală de asteroizi.

## Descriere
5042 Colpa este un asteroid din centura principală de asteroizi. A fost descoperit pe 20 iunie 1974 la El Leoncito la Observatorul Félix Aguilar. El prezintă o orbită caracterizată de o semiaxă mare de 3,01 ua, o excentricitate de 0,05 și o înclinație de 11,1° în raport cu ecliptica.